# جبل النظيف
جبل النظيف هو من مناطق وسط مدينة عمّان وهو حي مكتظ بالسكان حيث بلغ تعداد سكانه غير الرسمي بنهاية 2012 ما يقارب 120 ألف نسمة وتوجد فيه مقبرة إسلامية وعدة مساجد،ويوجد فيه أيضا المركز الإسلامي ومركز للخدمات الاجتماعية وكذلك مركز صحي تابع لوزارة الصحة. وقد قام العديد من المسؤولين الكبار بزيارة الحي على فترات مثل الملكة نور والملكة رانيا والأمير حسن ورؤساء وزارات عدة ووزراء عديدون. ويعتبر من المناطق الهامة في العاصمة وقد شملت الخطط التنمية هذا الجبل حيث قامت الحكومة بتجديد الطريق المعبد بداخله ويوجد فيه فرع لمؤسسة نهر الأردن و مؤسسة رواد التنمية المعنية بالتنمية الاجتماعية وأصبح بعد ذلك من المناطق الجميلة التي تضفي على العاصمة جمالها الأخاذ الذي يسلب الألباب ويسترجع معك عبق الماضي في زي الحاضر ويكثر فيه الأزقة والأدراج الضيقة و يوجد فيه مركز أمن المريخ والنظيف ويطل على منطقة رأس العين وشارع المصدار .